# Étienne d'Auvergne
 (signalé en mai 2025).
Si vous disposez d'ouvrages ou d'articles de référence ou si vous connaissez des sites web de qualité traitant du thème abordé ici, merci de compléter l'article en donnant les références utiles à sa vérifiabilité et en les liant à la section « Notes et références ».
- Archive Wikiwix
- Bing
- Cairn
- DuckDuckGo
- E. Universalis
- Gallica
- Google
- G. Books
- G. News
- G. Scholar
- Persée
- Qwant
- (zh) Baidu
- (ru) Yandex
- (wd) trouver des œuvres sur Wikidata

Étienne d'Auvergne est un prélat français du XIe siècle. 

## Biographie
Il est le fils du comte Guillaume V d'Auvergne et de Philippine. Il usurpe par simonie en 1073 l'évêché du Puy.
Étienne de Polignac, alors évêque de Clermont, chasse l'intrus en se faisant élire du Puy. Sachant que son élection n'est pas canonique il se rend à Rome pour faire valider son élection.